# Сарсания, Ксения Павловна
Ксения Павловна Сарсания (1903 год, село Ингири, Зугдидский уезд, Кутаисская губерния, Российская империя — неизвестно, Грузинская ССР) — советский хозяйственный, государственный и политический деятель, звеньевая колхоза «Ингири» Зугдидского района Грузинской ССР. Герой Социалистического Труда (1949).

## Биография
Родилась в 1903 году в крестьянской семье в селе Ингири Зугдидского уезда Кутаисской губернии, ныне — Зугдидского района Грузии. Грузинка. Член КПСС.
С ранних лет приобщилась к крестьянскому труду. С началом коллективизации сельского хозяйства в Грузинской ССР одна из первых вступила в местный колхоз «Ингири» Зугдидского района Грузинской ССР. Ударно трудилась на чайных плантациях, являлась стахановкой сельского хозяйства.
За высокие достижения в чаеводстве и в связи с двадцатилетием образования Грузинской ССР колхозница К. П. Сарсания в числе 38 тружеников республики в феврале 1941 года награждена орденом Ленина.
За ударный труд в годы Великой Отечественной войны награждена орденом Трудового Красного Знамени.
По итогам работы в 1948 году её звено получило урожай сортового зелёного чайного листа по 8359 килограммов с гектара на площади 4 гектара.
Указом Президиума Верховного Совета СССР от 29 августа 1949 года за «получение высоких урожаев сортового зелёного чайного листа и цитрусовых плодов в 1948 году» Сарсания Ксении Павловне присвоено звание Героя Социалистического Труда с вручением ордена Ленина и золотой медали «Серп и Молот».
Этим же указом высокого звания были удостоены ещё 6 передовых чаеводов зугдидского колхоза «Ингири», в том числе её бригадир Григорий Максимович Каличава и 4 колхозницы её звена (Венера Максимовна Джиджелава, Тина Илларионовна Каличава, Наталия Фоминична Саникидзе, Ольга Петровна Чкадуа), а также агротехник и секретарь парторганизации колхоза «Ингири» В. С. Карчава, оформленный для награждения как звеньевой (лишён звания Героя Социалистического Труда в 1953 году).
По итогам работы в 1949 и 1950 годах К. П. Сарсания была награждена ещё двумя орденами Ленина.
Неоднократно становилась участницей Всесоюзной сельскохозяйственной выставки (ВСХВ) и Выставки достижений народного хозяйства (ВДНХ) СССР.
Лауреат Сталинской премии 3-й степени (26.06.1946, за разработку новых приемов обработки чайных кустов, обеспечивших получение урожаев чайного листа свыше 11 тонн с гектара).
Избиралась депутатом Верховного Совета СССР 2-го созыва (1946—1950).
Проживала в родном селе Ингири.
Награждена 4 орденами Ленина (24.02.1941; 29.08.1949; 19.07.1950; 01.09.1951), орденом Трудового Красного Знамени (24.02.1945), медалями, а также медалями ВСХВ и ВДНХ СССР.

## Награды
- Золотая медаль «Серп и Молот» (29.08.1949 Медаль № 4611)
- орден Ленина (29.08.1949 № 107491)
- орден Ленина (24.02.1941)
- орден Ленина (19.07.1950)
- орден Ленина (01.09.1951)
- орден  Трудового Красного Знамени (24.02.1945)
- Медаль «За трудовую доблесть»
- Медаль «В ознаменование 100-летия со дня рождения Владимира Ильича Ленина»
- Медаль «За доблестный труд в Великой Отечественной войне 1941—1945 гг.»
- Медаль «Ветеран труда»
- медали Выставки достижений народного хозяйства (ВДНХ)
- и другими